# Michelle (cantora)

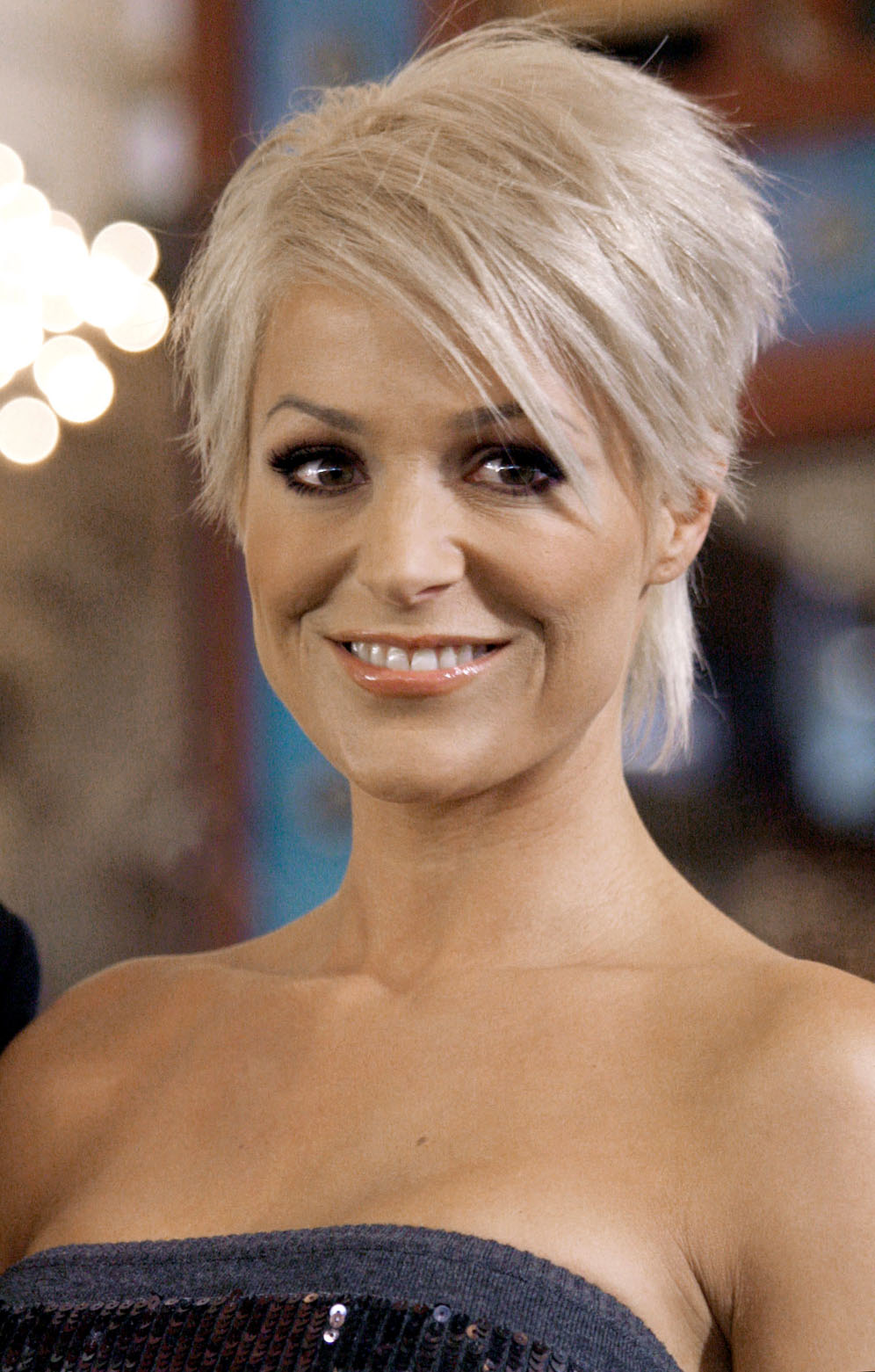
Michelle em novembro de 2009

Michelle é o nome artístico da cantora alemã "Tanja Shitawey" (nascida Hewer). Ela nasceu em Villingen-Schwenningen em 15 de fevereiro de 1972.[carece de fontes?] Ela representou no Festival Eurovisão da Canção 2001 com a canção Wer liebe lebt ("Viver para Amar"), que se classificou em oitavo lugar entre 23 países participantes com 66 pontos. Ela foi uma das mais populares cantores alemãs durante a última década.

## Carreira
Michelle cantou em bandas locais amadoras desde os 14 anos. Através de um amigo que estava trabalhando em uma empresa de transmissão do estado, ela teve a chance de se apresentar na TV alemã em 1993. A popular cantora alemã Kristina Bach reconheceu o talento de Michelle. Um pouco mais tarde, o compositor Jean Frankfurter escreveu e produziu a canção Und 'nacht Heut vai ich tanzen ("E à noite quero dançar") para ela. Michelle primeiro single se tornou um grande sucesso. Michelle teve a chance de se apresentar no ZDF-Hitparade , um dos mais populares da música mostra a Alemanha da época. Seu desempenho fez popular em todo o país.
Depois, ela participou de vários festivais de música pop alemã, por exemplo, as competições preliminares para o Festival Eurovisão da Canção ou o tradicional "Deutsches Schlagerfestival". Ela ganhou o último em 1997 com seu single Wie im Flammen Wind ("Como chamas ao vento"). O álbum com o mesmo nome ganhou seu primeiro sucesso dela TOP 10 na Alemanha. Os anos seguintes marcaram o auge de sua carreira, ganhando seus dois mais TOP 10 discos, discos de ouro ea chance de representar a Alemanha  no Festival Eurovisão da Canção 2001, em Copenhaga ..
Em 2003, ela decidiu dar um tempo para curar alguns problemas de saúde, tanto física quanto psíquica. Seu 2005 álbum de retorno Leben ("Vida") foi um sucesso, atingindo TOP 3 na Alemanha e foi premiado com um outro disco de ouro. Depois ela começou a carreira de modelo e lançou a Minha Paixão , um álbum cover de clássicos do disco. Depois de uma quebra no palco em 30 de Janeiro de 2007, ela teve que cancelar sua turnê de 2007 da Alemanha devido a problemas de saúde. Em março de 2007, Tanja Shitawey decidiu colocar o "projeto" Michelle ao fim.
Em outubro de 2009  , ela lançou um novo álbum chamado Adeus Michelle e tocou vários shows e programas de TV, explicando que ela queria "dar a seus fãs uma despedida de verdade". Ela afirmou, no entanto, que este era definitivamente o seu último álbum sob o nome de Michelle. O novo single de seu álbum Goodbye Michelle será Nur noch dieses Lied . É o segundo single após a canção Adeus Michelle . O terceiro single será Gefallener Engel maio 2010.
Em novembro de 2010 ela lançouum novo álbum "Der beste moment".

## Vida privada
Michelle cresceu em Blumberg, com uma irmã e um irmão num ambiente social difícil, seus pais eram alcoólicos violentos. Com 10 anos, tornou-se filha adotiva. Oo amor da vida de Michelle inspirou os mídia, especialmente a imprensa rosa, assim como sua música o fez. Ela já namorou  várias celebridades da música e da televisão alemãs, incluindo Tagesschau apresentador e cantor Jens Riewa Matthias Reim , que foi pai de uma de suas filhas. Michelle vive com seu segundo marido, Josef Shitawey e seus três filhos em Renânia do Norte-Vestefália